# Clécy
Clécy és un municipi francès situat al departament de Calvados i a la regió de Normandia. L'any 2007 tenia 1.228 habitants.

## Demografia

### Població
El 2007 la població de fet de Clécy era de 1.228 persones. Hi havia 509 famílies de les quals 145 eren unipersonals (61 homes vivint sols i 84 dones vivint soles), 152 parelles sense fills, 152 parelles amb fills i 60 famílies monoparentals amb fills.
La població ha evolucionat segons el següent gràfic:
Habitants censats

### Habitatges
El 2007 hi havia 673 habitatges, 520 eren l'habitatge principal de la família, 98 eren segones residències i 55 estaven desocupats. 650 eren cases i 23 eren apartaments. Dels 520 habitatges principals, 382 estaven ocupats pels seus propietaris, 125 estaven llogats i ocupats pels llogaters i 13 estaven cedits a títol gratuït; 3 tenien una cambra, 39 en tenien dues, 113 en tenien tres, 156 en tenien quatre i 208 en tenien cinc o més. 391 habitatges disposaven pel capbaix d'una plaça de pàrquing. A 266 habitatges hi havia un automòbil i a 209 n'hi havia dos o més.

### Piràmide de població
La piràmide de població per edats i sexe el 2009 era:
| Homes | Edats   | Dones |
| ----- | ------- | ----- |
| 0     | 95 o +  | 4     |
| 8     | 90 a 94 | 12    |
| 0     | 85 a 89 | 28    |
| 0     | 80 a 84 | 8     |
| 16    | 75 a 79 | 32    |
| 32    | 70 a 74 | 32    |
| 32    | 65 a 69 | 36    |
| 44    | 60 a 64 | 64    |
| 44    | 55 a 59 | 44    |
| 40    | 50 a 54 | 44    |
| 20    | 45 a 49 | 44    |
| 36    | 40 a 44 | 36    |
| 56    | 35 a 39 | 24    |
| 28    | 30 a 34 | 36    |
| 60    | 25 a 29 | 44    |
| 24    | 20 a 24 | 20    |
| 28    | 15 a 19 | 64    |
| 44    | 10 a 14 | 36    |
| 36    | 5 a 9   | 24    |
| 28    | 0 a 4   | 28    |

## Economia
El 2007 la població en edat de treballar era de 737 persones, 532 eren actives i 205 eren inactives. De les 532 persones actives 482 estaven ocupades (262 homes i 220 dones) i 49 estaven aturades (22 homes i 27 dones). De les 205 persones inactives 91 estaven jubilades, 59 estaven estudiant i 55 estaven classificades com a «altres inactius».

### Ingressos
El 2009 a Clécy hi havia 530 unitats fiscals que integraven 1.188 persones, la mediana anual d'ingressos fiscals per persona era de 16.671 €.

### Activitats econòmiques
Dels 63 establiments que hi havia el 2007, 10 eren d'empreses extractives, 2 d'empreses alimentàries, 3 d'empreses de construcció, 10 d'empreses de comerç i reparació d'automòbils, 2 d'empreses de transport, 12 d'empreses d'hostatgeria i restauració, 3 d'empreses financeres, 2 d'empreses immobiliàries, 8 d'empreses de serveis, 4 d'entitats de l'administració pública i 7 d'empreses classificades com a «altres activitats de serveis».
Dels 15 establiments de servei als particulars que hi havia el 2009, 1 era una gendarmeria, 1 oficina de correu, 1 taller de reparació d'automòbils i de material agrícola, 1 autoescola, 1 lampisteria, 1 electricista, 2 perruqueries, 6 restaurants i 1 agència immobiliària.
Dels 2 establiments comercials que hi havia el 2009, 1 era una botiga de més de 120 m² i 1 una botiga de menys de 120 m².
L'any 2000 a Clécy hi havia 46 explotacions agrícoles que ocupaven un total de 1.320 hectàrees.

## Equipaments sanitaris i escolars
L'únic equipament sanitari que hi havia el 2009 era una farmàcia.
El 2009 hi havia 1 escola maternal i 1 escola elemental.

## Poblacions més properes
El següent diagrama mostra les poblacions més properes.